# 特賴森河

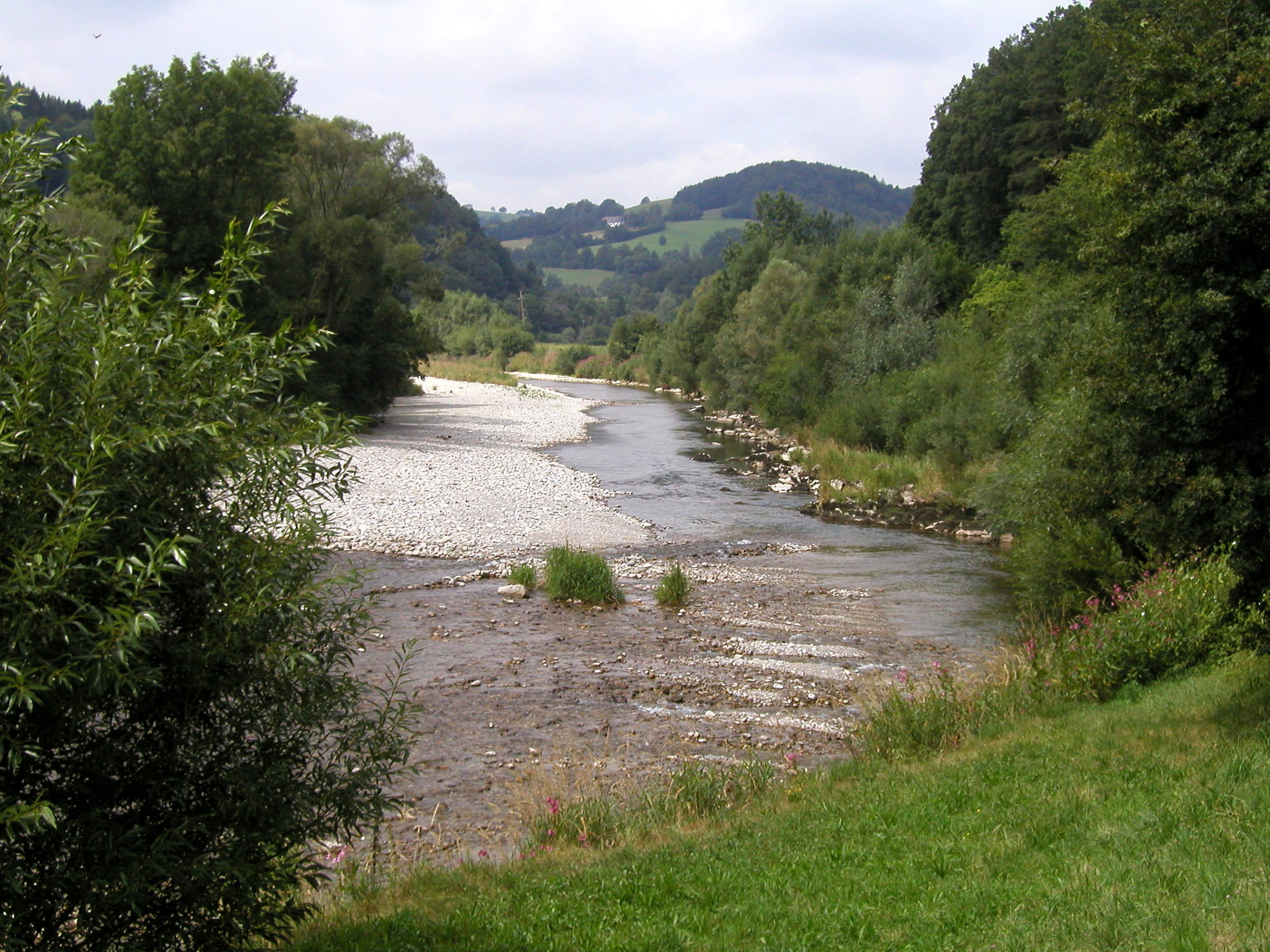

特賴森河是奧地利的河流，位於下奧地利州，河道全長80公里，流域面積約1,000平方公里，發源自海恩費爾德，最終注入多瑙河，主要支流有格爾森河。
48°22′20″N 15°51′51″E / 48.37222°N 15.86417°E